# Ö3 Austria Top 40
Ö3 Austria Top 40 er navnet på den officielle østrigske single-hitliste, samt på et radioprogram, som præsenterer listen, bliver sendt på fredage på Hitradio Ö3. Programmet præsenterer de østrigske single-, ringetone- og download-hitlister. Programmet havde premiere d. 26. november 1968 under navnet Disc Parade og blev præsenteret af Ernst Grissemann. Siden har programmet gået under flere forskellige navne.
Den ugentlige #1 bliver offentliggjort af Musikmarkt og go TV.

## Hitlister
I øjeblikket er der fire hitlister, som offentliggøres:
- Ö3 Austria Top 40 Singles - faktisk en Top 75
- Ö3 Austria Top 40 Longplay (Albums) - faktisk en Top 75
- Ö3 Austria Top 20 Compilation
- Ö3 Austria Top 10 DVD

## Værter
Mellem 1968 og 2007, har navnet været Disc Parade, Die Großen 10 von Ö3, Pop Shop, Hit wähl mit, Die Großen 10, Ö3 Top-30 og Ö3 Austria Top 40.
| Hitlistenavn         | Vært |
| -------------------- | --- |
| Disc Parade          | Ernst Grissemann, Rudi Klausnitzer |
| Die Großen 10 von Ö3 | Rudi Klausnitzer, Hans Leitinger |
| Pop Shop             | Hans Leitinger |
| Hit wähl mit         | Hans Leitinger, Udo Huber |
| Die Großen 10        | Udo Huber |
| Ö3 Top-30            | Udo Huber |
| Ö3 Austria Top 40    | Udo Huber (tidligere), Martina Kaiser (tidligere), Matthias Euler-Rolle (tidligere), Gustav Götz (tidligere), Benny Hörtnagl (tidligere), Elke Lichtenegger |